# Mohamed Hassan Ouazzani
Pour les articles homonymes, voir Ouazzani.
Mohamed Hassan Ouazzani  (en arabe : محمد بن الحسن الوزاني), né le 17 janvier 1910 à Fès et mort le 9 septembre 1978, est un homme politique et journaliste marocain. Il a été l'un des principaux dirigeants du mouvement nationaliste marocain, fondateur du journal L'Action du Peuple et du Parti démocratique de l'indépendance.

## Biographie

### Jeunesse et études
Mohamed Hassan Ouazzani est né en 1910 à Fès. Fils d'un gros propriétaire terrien, il fait ses études au lycée Moulay Idriss, puis au lycée Gouraud à Rabat. Il prépare le baccalauréat au lycée Charlemagne à Paris, puis entre à l'École libre des sciences politiques de Paris en 1927. Il suit également les cours de l'École nationale des langues orientales et de l'Institut de journalisme. Il s’engagea précocement dans l'action politique nationaliste marocaine. Il participe en 1927 à la création à Paris de l’Association des étudiants musulmans nord-africains.

### Une intense activité politique (1930-1934)
En 1930, Mohamed Hassan Ouazzani est de retour à Fès. Il y organise un mouvement de protestation contre la publication du Dahir du 16 mai 1930, dit "Dahir berbère", en appelant à manifester à l'occasion de la prière du vendredi à la mosquée-université al-Qarawīyīn. Arrêté ainsi qu'une vingtaine de militants, il est publiquement soumis à la bastonnade et condamné à purger une peine de prison à Taza. Libéré au bout de trois mois, il est assigné à résidence à Fès. Arguant d'examens à passer, il obtient de pouvoir regagner la France en 1931. 
Avec l'appui de Français opposés à la politique coloniale du gouvernement français, il publie à Paris Tempête sur le Maroc ou les erreurs d'une politique berbère. En 1931 et 1932, il vit en Suisse où il prépare un doctorat de sciences politiques et collabore avec Chakib Arslan, assurant son secrétariat et contribuant à sa revue La Nation arabe au nom d'un Comité d'action marocain en Europe.  
Indésirable en Suisse, il s'établit à Madrid. Il publie des articles dans la revue Maghreb, fondée en juillet 1932 avec pour rédacteur en chef l'avocat Robert-Jean Longuet. Il participe au 2e congrès des étudiants musulmans nord-africains à Alger puis se rend au Maroc, où il organise des réunions et des manifestations à Fès, Khémisset et Casablanca.  
Le 4 août 1933, il fonde à Fès L'Action du Peuple'', organe de défense des intérêts marocains, qui est le premier journal nationaliste marocain à paraître en langue française. Il utilise ainsi la langue de l’occupant pour promouvoir le nationalisme marocain. Suspendu en décembre, le journal reparaît une semaine plus tard sous le titre La Volonté du peuple.

### Fondation d'un parti et déportation politique (1934-1946)
En 1934, le retrait du dahir berbère avant qu'il n'ait été mis en application, encourage les nationalistes marocains. Mohamed Hassan Ouazzani et Allal El Fassi fondent alors le Comité d'action marocaine ou, en arabe, Kutla al-'amal al-watanî (Le Bloc d'action patriotique), qu'on peut considérer comme le premier parti politique marocain. Lorsqu'à la suite de divergences internes, le Comité d'action marocaine éclate en 1937, donnant naissance au Mouvement national (appelé en arabe Parti National : al-Haraka al-watania) et au Mouvement populaire (appelé en arabe Parti Patriotique : al-Hizb al-qawmi), c'est ce dernier qu'anime Mohamed Hassan Ouazzani. 
Les troubles qui font suite aux événements de Meknès en septembre 1937, ont pour effet l'interdiction du Mouvement populaire et l'arrestation de Mohamed Hassan Ouazzani. Il est déporté dans le grand sud marocain, successivement à Goulmima, dans la forteresse d’Assa, à Tata et à Tagounit avant d'être transféré à Itzer dans le Moyen Atlas. 

### L'action politique en faveur de l'indépendance (1946-1956)
Libéré en mai 1946, Mohamed Hassan Ouazzani reprend son action politique et fonde à l'issue d'un congrès réuni à Casablanca le Parti démocratique de l’indépendance (PDI, appelé en arabe Hizb al-chûrâ wa l-istiqlâl, soit le Parti de la consultation et de l'indépendance) qui rejette le programme de réformes proposé par le résident général Eirik Labonne dans un discours prononcé le 22 juillet 1946. Mohamed Hassan Ouazzani fonde en avril 1947 le quotidien Al-Ray al-'âm [L’Opinion publique]. On lui doit aussi la publication des quotidiens As-Siyâsa [La Politique] et As-Saiha [L’Appel].   
L'aggravation du conflit franco-marocain le conduit à quitter en août 1951 Tanger pour s'installer au Caire où Mohamed Salah Edine, qu'il a connu étudiant à Paris, est ministre des Affaires étrangères. Il y participe à la création du Comité de libération du Maghreb arabe qui réunit l’élite des militants politiques marocains, algériens et tunisiens sous la présidence d'Abdelkrim El Khattabi, 
Mohamed Hassan Ouazzani fait partie de la délégation marocaine qui défend la cause nationale lors de la conférence des non-alignés réunie à Bandung en 1955. Il y côtoie le président de la République égyptienne Gamal Abdel Nasser, celui de la République tunisienne, Habib Bourguiba, celui de république d'Indonésie, Sukarno, et celui de la Fédération indienne, Jawaharlal Nehru. En août 1955, il dirige la délégation du PDI lors de la conférence organisée à Aix-les-Bains par le gouvernement français dirigé par Edgar Faure.
Il se rend à Washington pour défendre le dossier marocain aux Nations unies. Il poursuit inlassablement sa lutte pour l’indépendance des pays du Maghreb et la réalisation de ses idéaux panarabes. Il est de retour à Tanger en mars 1956 avant de se rendre en Égypte, en Syrie et à Genève où il passe l'été. 
Avec ses nombreux compagnons de route parmi lesquels Mohammed Cherkaoui, Abdelhadi Boutaleb, Ahmed Maâninou, Ahmed Aouad, Ahmed Bensouda, Abdellah Aouad, Abdelaziz Lahrech, Abdeslam Bensaid, sa lutte pour l’indépendance était aussi une lutte pour la démocratie, le pluralisme et l’État de droit.  

### Après l'indépendance du Maroc (1956-1978)
En janvier 1960, le PDI est renommé Parti démocrate constitutionnel. Mohamed Hassan Ouazzani est nommé Ministre d’État du Maroc le 2 juin 1961 dans le second gouvernement dirigé par Hassan II Conseil Hassan II. Il prend position contre la constitution proposée au peuple en décembre 1962 et quitte le gouvernement. En novembre 1962, il fonde un hebdomadaire en langue arabe, al-Dustûr [La Constitution]. Il est élu député de Ouezzane en mai 1963. 
Après avoir présenté le 15 janvier 1972 un message au roi, où il exprime ses préoccupations devant la situation du pays, il en rend public le contenu en février sous la forme d'une déclaration politique qui appelle à une révolution non violente par le haut. Il s'oppose au projet de révision de la Constitution qu'il juge rétrograde du point de vue de la démocratie. Il adhère en revanche en 1974 au projet d'intégrer le Sahara occidental au Royaume du Maroc.
Affecté par la mort de son épouse, Oum Kaltoum, en octobre 1975, il meurt le 9 septembre 1978. Il est enterré auprès de son épouse et de ses ancêtres à Fès.